# 武玉德
武玉德（1955年11月—），男，汉族，山东诸城人，中华人民共和国政治人物，中国人民解放军少将，曾任中共青海省委常委，青海省军区政治委员、党委书记，陕西省军区政治委员。